# Дюссельдорф-Штадтмитте

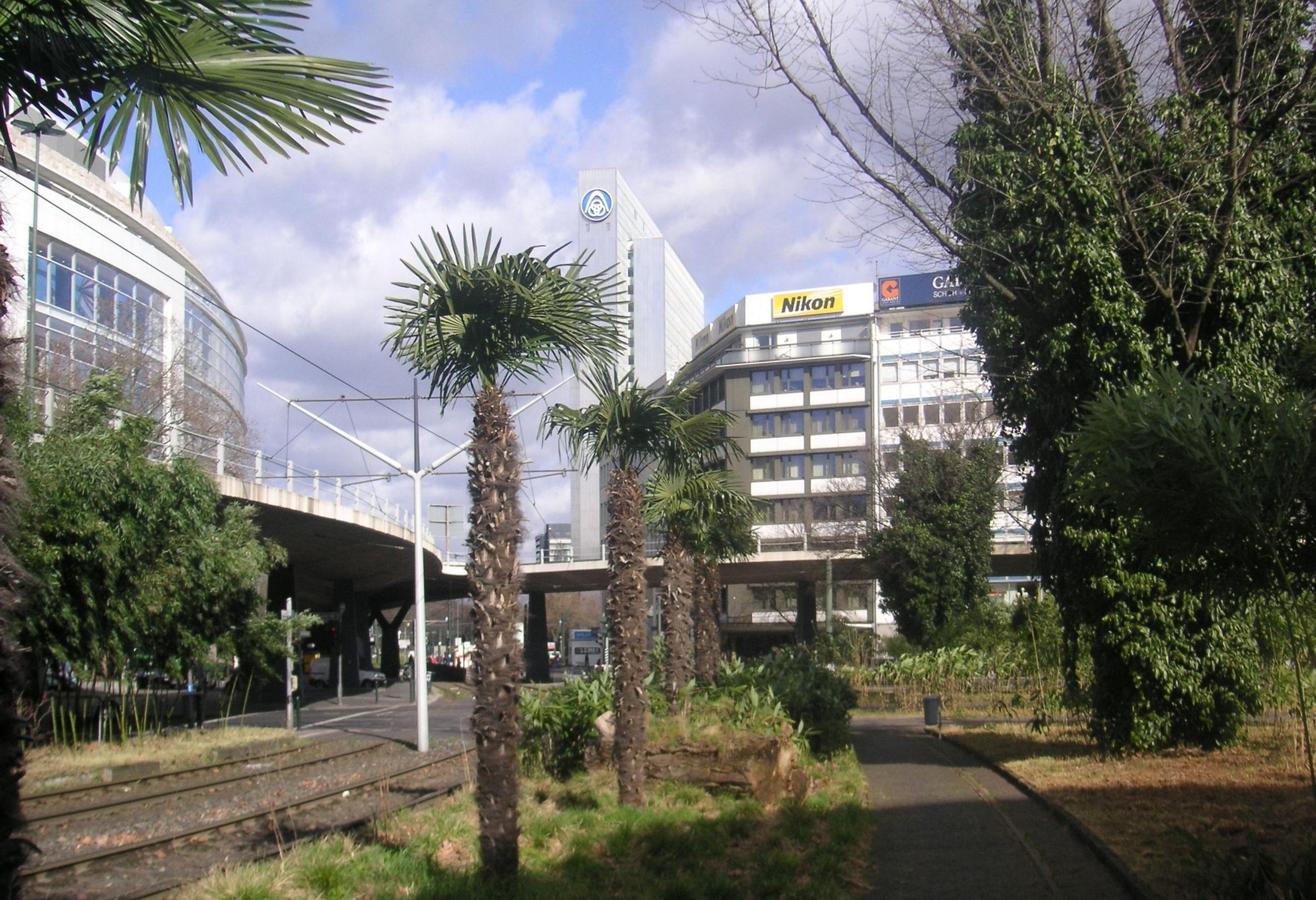
Берлинская аллея

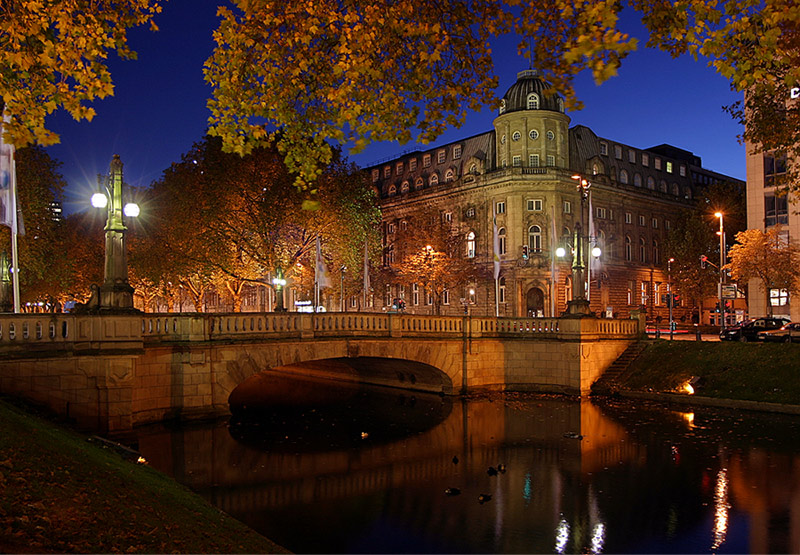
Королевская аллея

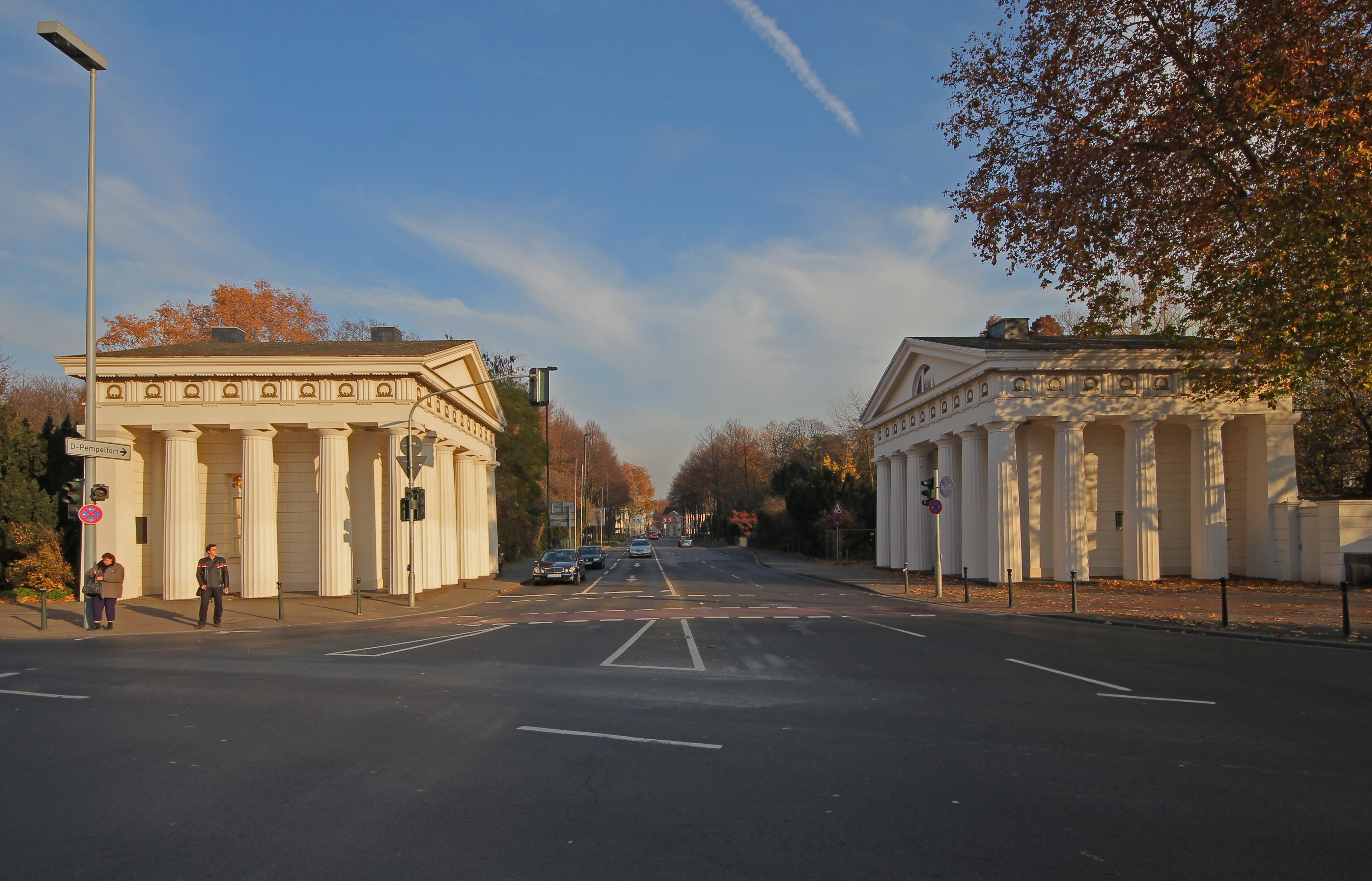
Ратингенские врата

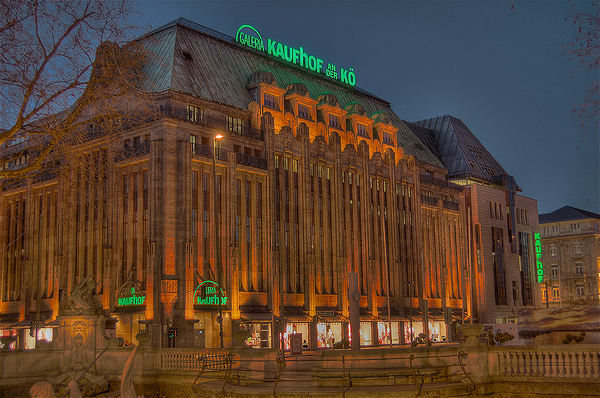
Торговый дом «Титц»

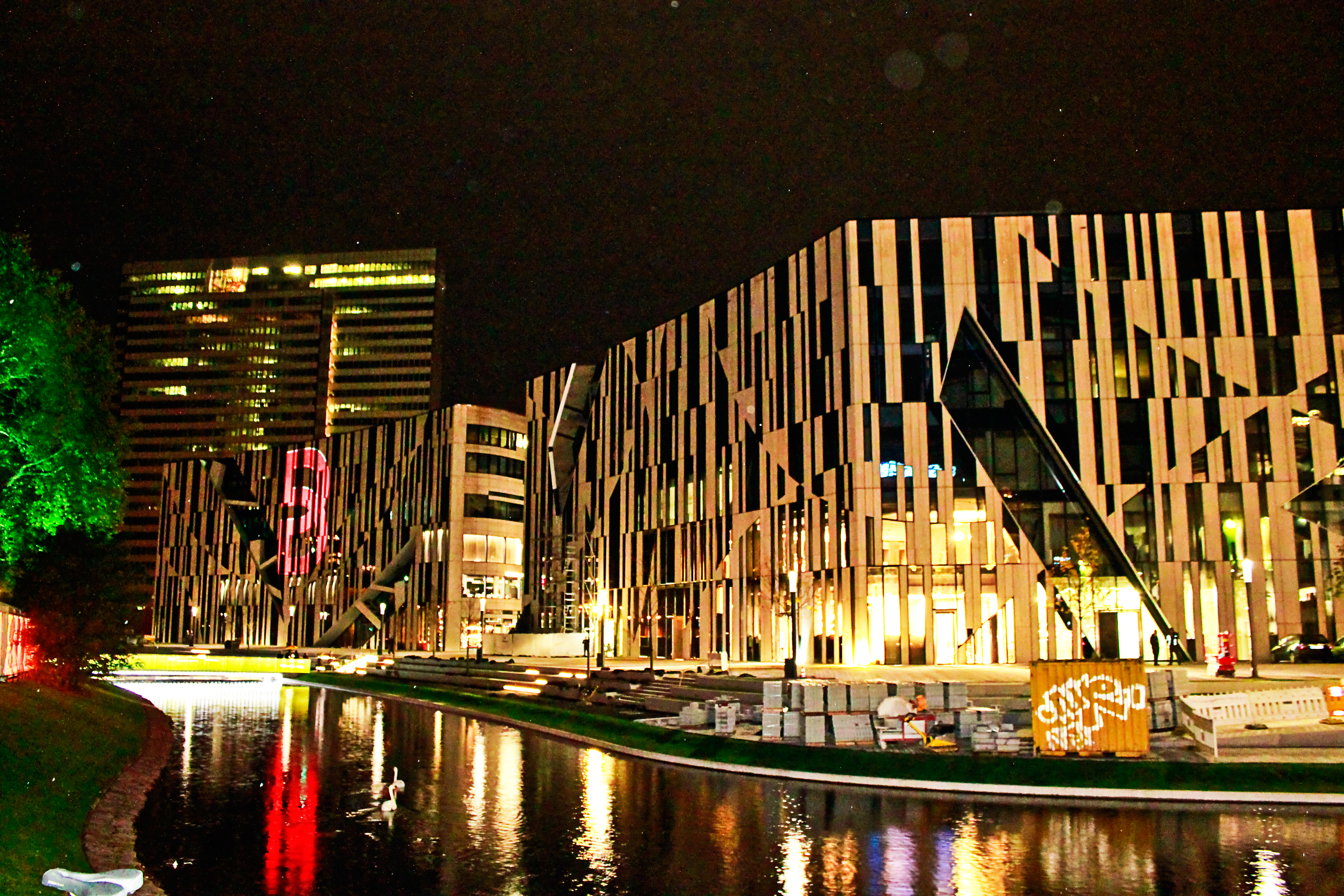
Новостройка Либескинда

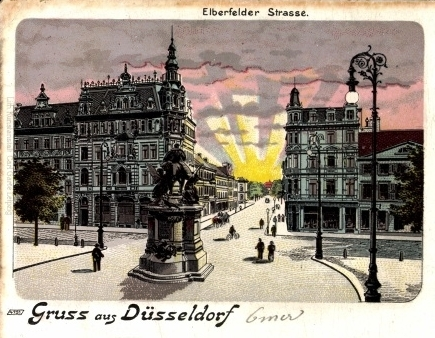
Поздравительная открытка 1906 года

Штадтмитте (нем. Stadtmitte) один из 50 районов Дюссельдорфа, расположенный в 1-м округе, в центре города. Хотя район имеет небольшую площадь, по численности населения он относится к наиболее плотнонаселённым районам Дюссельдорфа. Штадтмитте — экономическое сердце столицы земли Северный Рейн-Вестфалия. Район на западе ограничен старой частью города и Карлштадтом: на востоке — участком железной дороги Кёльн-Дуйсбург с центральным вокзалом. Район насыщен многочисленными офисами и бюро, здесь велика концентрация торговых заведений, в том числе находятся четыре больших торговых дома и три шопинговых центра. Важнейшая торговая улица — Шадов-штрассе (Schadowstraße), являющаяся самой посещаемой улицей Дюссельдорфа с крупнейшим торговым оборотом. Надрегиональное и международное значение имеет Королевская аллея (Königsallee) с бутиками самых фешенебельных мировых торговых фирм.

## Расположение
На западе Штадтмитте граничит с районами Альтштадт и Карлштадт, на севере с районом Пемпельфорт, на востоке с районами Дюссельталь, Флингерн-Норд, Флингерн-Зюд, на юго-востоке с районом Обербильк и на юге с районом Фридрихштадт. Застройка Штадтмитте настолько плотная, что даже местные жители не всегда определяют границы с соседними районами. Южной границей Штадтмитте служит улица Графа Адольфа (Graf-Adolf-Straße), на востоке район ограничен железной дорогой с главным ж. д. вокзалом, на западе граница проходит по аллее Генриха Гейне (Heinrich-Heine-Allee), Казарменной улице (Kasernenstraße) и на севере по Придворному саду (Hofgarten), часть которого относится к Штадтмитте.
Несмотря на сравнительно малую площадь района, престижность участков колеблется весьма существенно. Например, стоимость одного квадратного метра земли севернее вокзала примерно 1400 евро, а в районе Королевской аллеи доходит до 13 тысяч евро. Крупнейшими парковками Штадтмитте являются «Кё» («Kö» — Королевская аллея), «Шадов-штрассе» («Schadowstraße» — улица Шадова) и "Хауптбанхоф («Hauptbahnhof» — Главный железнодорожный вокзал).

## Квартал банков и Королевская аллея
Банковский квартал расположен между тремя параллельными улицами, тянущимися с севера на юг: Казарменной (Kasernenstraße), Широкой (Breite Straße) и Королевской аллеей (Königsallee). Примерно в дюжине уличных блоков расположены филиалы Немецкого (Deutsche Bank) и Коммерческого (Commerzbank) банков, а также бывшего филиала Дрезденского банка (Dresdner Bank), ныне отошедшего к Коммерческому банку. До 1990-х годов Дюссельдорф являлся тем городом, где располагались части управленческих аппаратов перечисленных выше крупных банков. Это прежнее важное значение банков наглядно отражено в монументальной архитектуре эпохи грюндерства. Кроме того, в банковском квартале есть и другие филиалы солидных банков: Таргобанк (Targobank), богатый традициями банковский дом HSBC Trinkaus & Burkhardt AG, Районная сберегательная касса Дюссельдорфа (Kreissparkasse Düsseldorf), Гипоферайнсбанк (HypoVereinsbank, или UniCredit Bank AG) и японский Bank of Tokyo-Mitsubishi UFJ. В банковском квартале размещаются многочисленные консульские бюро по проблемам менеджмента и коллегии адвокатов. Здесь же находятся филиалы редакций земельных газет Westdeutsche Zeitung и Rheinische Post. На улице Казарменной расположена главная контора одной из крупнейших и влиятельных деловых газет Германии Handelsblatt, с которой активно сотрудничает российская РБК daily. Банковский квартал — вожделенное место для офисов, но и дорогое одновременно. Наконец, в этом квартале находятся две международные пятизвёздочные гостиницы класса «люкс»: Breidenbacher Hof и Intercontinental.

## Японский квартал
В Дюссельдорфе проживает примерно 6 800 японцев и зарегистрировано 450 японских предприятий. В районе между Берлинской аллеей (Berliner Allee), улицами Монастырской (Klosterstraße), Шарлотты (Charlottenstraße) и Графа Адольфа (Graf-Adolf-Straße), на площади в почти 30 га, расположены многочисленные филиалы японских предприятий. Центр японского предпринимательства — улица Иммермана (Immermannstraße). На ней в 1978 году сооружён «Немецко-японский центр» («Deutsch-Japanische Center») с гостиничным комплексом Nikko площадью 12 тысяч м², рассчитанным на 6 тысяч гостей. В Центре также располагаются японская торговая палата, генеральное консульство и главная европейская контора концерна Marubeni. Кроме того, в квартале размещены японские коммерческие предприятия, банки, страховые и транспортные фирмы, рекламные агентства, предприятия сферы услуг, рестораны и торговые заведения. На улице Иммерман и двух соседних с ней улицах работают два японских супермаркета, несколько книжных магазинов и видиотек, специализированные магазины и частные медицинские кабинеты. Даже чисто немецкая сфера обслуживания (аптеки, мясные лавки, гостиницы и торговля мобильными средствами связи) ориентирована здесь прежде всего на дальневосточных клиентов. Сюда приходят затем, чтобы приобрести или посмотреть новинки манги или аниме.
В последние годы в японском квартале нашли для себя пристанище и успешный бизнес предприниматели из Китая и Южной Кореи, так что теперь в центре Дюссельдорфа образовался район восточноазиатской культуры. В то время как многие преуспевающие японские семьи живут на другой стороне Рейна в городских кварталах Обер- и Нидеркасселя (Oberkassel, Niederkassel), многочисленные сотрудники японских фирм, имеющие ограниченный срок действия рабочей визы, стараются снять жильё непосредственно в японском квартале или рядом в других административных районах Дюссельдорфа.

## Достопримечательности
- Королевская аллея — красивый бульвар с крупными платанами и каналом посередине, называемый в Дюссельдорфе коротко «Кё».
- Придворный сад (Hofgarten) — устроен в 1769 году и являющийся старейшим народным садом Германии.
- Высотное здание Вильгельма Маркса — построено в 1922-24 годах на аллее Генриха Гейне и является одним из старейших высотных зданий Европы и первым небоскрёбом Германии.
- Бергский лев (Bergischer Löwe) — бронзовая скульптура льва, как символа Дюссельдорфа. Установлена на южной оконечности Королевской аллеи в 1963 году к 675-летию Дюссельдорфа.
- Драматический театр — построен в 1970 году.
- Здание биржи Дюссельдорфа — новостройка 1970 года рядом с театром.
- Здание Центрального земельного банка.
- Церковь Св. Иоанна.
- «Трехломтевой дом» — высотное офисное и административное здание, построенное в 1957-60 годах.